# Владимирова, Маргарита Георгиевна
Маргари́та Гео́ргиевна Влади́мирова (по мужу Васильева; род. 21 июня 1938, Гатчина, Ленинградская область) — советская оперная и камерная певица (лирическое сопрано), педагог, народная артистка РСФСР.

## Биография
Маргарита Георгиевна Владимирова (Васильева) родилась 21 июня 1938 года в Гатчине Ленинградской области. С 1958 года выступала в хоровой капелле Магнитогорска.
В 1961 году окончила Ленинградскую консерваторию (класс хорового дирижирования А. Е. Никлусова). Затем в 1961—1965 годах преподавала в Магнитогорском музыкальном училище. Некоторое время работала в ленинградском ансамбле «Дружба».
В 1969 году закончила Уральскую консерваторию (класс сольного пения профессора, заслуженной артистки РСФСР Ольги Ивановны Егоровой).
В 1967—1989 годах была солисткой Свердловского театра оперы и балета, где спела 41 партию. Исполняла монооперы «Человеческий голос» Ф. Пулека, «Дневник Анны Франк» Г. Фрида, «Письмо незнакомки» А. Спадавеккиа, а также произведения уральских композиторов В. Трамбицкого, Б. Гибалина, К. Кацман, Н. Пизея, М. Кесаревой. Всего в концертно-камерный репертуар певицы входило более 400 произведений.
С 1971 года работает в Уральской консерватории (профессор с 1988 года), в 1983—1984 годах была завкафедрой сольного пения.
Член КПСС с 1967 года.

## Награды и премии
- Заслуженная артистка РСФСР (15 ноября 1973)[1].
- Народная артистка РСФСР (19 сентября 1979)

## Партии в операх
- «Бал-маскарад» Дж. Верди — Амелия
- «Сила Судьбы» Дж. Верди — Леонора
- «Аида» Дж. Верди — Аида
- «Искатели жемчуга» Ж. Бизе — Лейла
- «Богема» Дж. Пуччини — Мими
- «То́ска» Дж. Пуччини — Тоска
- «Порги и Бесс» Д. Гершвина — Бесс
- «Арабелла» Р. Штрауса — Арабелла
- «Евгений Онегин» П. Чайковского — Татьяна
- «Пиковая дама» П. Чайковского — Лиза
- «Иоланта» П. Чайковского — Иоланта
- «Кармен» Ж. Бизе — Микаэла
- «Фауст» Ш. Гуно — Маргарита
- «Паяцы» Р. Леонкавалло — Недда
- «Князь Игорь» А. П. Бородина — Ярославна
- «Отелло» Дж. Верди — Дездемона
- «В бурю» Т. Н. Хренникова — Наталья
- «Катерина Измайлова» Д. Шостаковича — Катерина
- «Чио-Чио-Сан» Дж. Пуччини — Мадам Баттерфляй
- «Дон Карлос» Дж. Верди — Елизавета
- «Псковитянка» Н. А. Римского-Корсакова — Ольга
- «Русская женщина» К. Молчанова — Настя
- «Юкки» — «Праздник фонарей» А. Э. Спадавеккиа — Юкки